# Митрофаново (Шилкинський район)
Митрофа́ново (рос. Митрофаново) — село у складі Шилкинського району Забайкальського краю, Росія. Входить до складу Шилкинського міського поселення.

## Населення
Населення — 592 особи (2010; 557 у 2002).
Національний склад (станом на 2002 рік):
- росіяни — 99 %